# Potenza (storia)
Nel linguaggio storico-diplomatico e giornalistico il termine potenza indica uno degli stati che partecipano al sistema delle relazioni internazionali (ad esempio: le potenze europee colonizzarono l'Africa durante il XIX secolo; le potenze balcaniche hanno partecipato alla conferenza di pace di Londra). Il termine è strettamente correlato alla politica di potenza perseguita da molti stati europei nel corso della storia moderna e contemporanea ed è stato utilizzato soprattutto nel corso dell'Ottocento e del Novecento. Sempre correlato a questo termine è il concetto della politica dell'equilibrio tra le potenze, che ha un corrispettivo nel termine inglese balance of power. Al di fuori del linguaggio storico, il termine potenza, usato per indicare gli stati odierni, è entrato progressivamente in disuso, almeno in Italia, dalla fine della seconda guerra mondiale. Le grandi potenze sono state i principali e più potenti stati protagonisti delle relazioni internazionali, finché il termine è stato superato con la formazione delle superpotenze nel corso della guerra fredda ed il bipolarizzarsi del sistema degli affari internazionali.